# Puelo Bajo Airport
Puelo Bajo Airport är en flygplats i Chile.   Den ligger i provinsen Provincia de Llanquihue och regionen Región de Los Lagos, i den södra delen av landet, 900 km söder om huvudstaden Santiago de Chile. Puelo Bajo Airport ligger 19 meter över havet.
Terrängen runt Puelo Bajo Airport är bergig åt nordost, men åt sydväst är den kuperad. Havet är nära Puelo Bajo Airport åt nordväst. Trakten runt Puelo Bajo Airport är nära nog obefolkad, med mindre än två invånare per kvadratkilometer..
I omgivningarna runt Puelo Bajo Airport växer i huvudsak blandskog.